# دردار متفرع
دردار متفرع (الاسم العلمي:Ulmus divaricata) هو نوع من النباتات يتبع جنس الدردار من الفصيلة الدردارية.